# Oberschlesische Kokswerke und Chemische Fabriken
Die Oberschlesische Kokswerke und Chemische Fabriken AG war ein bedeutendes Unternehmen der oberschlesischen Industrie. Es ging hervor aus der Kokerei von Fritz Friedlaender in Gleiwitz und entwickelte sich schnell durch Zukäufe und Neugründungen von Steinkohle-Bergwerken und Kokereien. In den 1920er und 1930er Jahren verschob sich die Tätigkeit in Richtung Pharmazie und Chemie, bis schließlich 1937 die Firma des aufgekauften Berliner Unternehmens Schering für den ganzen Konzern übernommen wurde und so die Schering AG entstand.

## Geschichte

### Frühe Jahre
Fritz Friedlaender, der Sohn eines Kohlen-Großhändlers, gründete am 14. Juni 1884 in Gleiwitz eine Kokerei. Sein Unternehmen wurde 1890 unter der Firma Oberschlesische Kokswerke und Chemische Fabriken in eine Aktiengesellschaft umgewandelt, die an Börse unter der verkürzten Bezeichnung Oberkoks bekannt war und zu jener Zeit aus den beiden Kokereien Poręba und Skalley bestand. Das Aktienkapital betrug zunächst 4,5 Millionen Mark. Durch neue Betriebe und Zukäufe wuchs das Unternehmen schnell. So wurde 1891 auf der Julienhütte die erste oberschlesische Benzolfabrik gebaut. 1903 übernahm die Oberkoks zwei Rybniker Hüttenwerke, die Donnersmarck-Hütte und die Reden-Hütte. Von 1905 bis 1909 wurde diese Entwicklung durch den Vorstandsvorsitzenden Paul Liebert (1846–1909) energisch vorangetrieben. Mit der Expansion wuchs das Aktienkapital auf 21,5 Millionen Mark im Jahr 1914. 1920 wurden die Bergwerke Fuchs und David bei Waldenburg erworben.

### Expansion in Richtung Pharmazie
1922 richtete die Oberkoks die Aufmerksamkeit auf die Pharmazeutische Produktion und übernahmen die Aktienmehrheit der Chemischen Fabrik auf Actien vormals E. Schering und die Geschäftsanteile der Chemische Fabrik C. A. F. Kahlbaum GmbH. Diese Veränderungen wurden am 30. Juni 1925 auch in einer Umbenennung sichtbar: Der Zusatz „Oberschlesische“ fiel weg und die Firma lautete nun Kokswerke und Chemische Fabriken AG. Ein Jahr zuvor war das in der Inflationszeit auf 275 Millionen Mark angeschwollene Aktienkapital auf 80,3 Millionen Reichsmark umgestellt worden. Die beiden Tochtergesellschaften Chemische Fabrik C. A. F. Kahlbaum GmbH und Chemische Fabrik auf Actien vormals E. Schering wurden 1927 zur Schering-Kahlbaum AG verschmolzen. Die Expansion schritt weiter voran durch Kauf der Aktienmehrheit der Rombacher Hüttenwerke AG, zu deren Besitz auch die Zeche Concordia im Rheinisch-Westfälischen Industriegebiet gehörte.

### Umorganisation zur Schering AG
1937 erwarben die Kokswerke und Chemische Fabriken AG das gesamte Aktienkapital ihrer Tochtergesellschaft Schering-Kahlbaum AG. Das neue Unternehmen wurde wegen des international geachteten Namens Schering unter dem Namen Schering AG geführt. Der Konzern bestand aus einer Abteilung Chemie und einer Abteilung Bergbau. Nach der Übernahme war Hans Berckemeyer bis 1945 Vorsitzender des Aufsichtsrats.